# Single Again
《Single Again》，是日本女性創作歌手竹內瑪莉亞的第18張單曲。1989年9月12日發行。是竹內瑪莉亞迄今銷量第二高的單曲和代表作之一。

## 簡介
歌詞講述一個因為第三者介入而被拋棄的女性，生活上遭遇著各種變化，後來那個拋棄了自己的男人被第三者甩掉，自己還要去安慰他的故事。
被用作火曜推理劇場的第八代主題曲（1989年6月6日—1990年9月18日使用）。
在Oricon公信榜最高排行第2位，是竹內當時在Oricon最高的排位（之前最高是《不思議的桃子派》，第3位）。總出貨量達70萬以上，總銷量達53.9萬張，是1989年度日本單曲銷量第22位，1990年度的第50位。
是竹內當時銷量最高的單曲，迄今銷量第二高的單曲，僅次於《純愛狂詩曲》 。
此歌在90年被華人歌手鄭秀文翻唱粵語版為(離別)及93年被華人組合草蜢翻唱粵語版為(原諒我是我) 。

## 收錄曲目
全 作詞、作曲：竹內瑪莉亞；編曲：山下達郎
1. Single Again（シングル・アゲイン）
火曜推理劇場第八代主題曲（1989年6月6日 - 1990年9月18日）
火曜Drama Gold主題曲（2007年1月30日）
2. Hey! Baby
1986年竹內提供給森下惠理的歌曲